# Evangelický kostel (Hazlov)
Evangelický kostel v Hazlově je menší jednolodní stavba s jednou věží, postavená roku 1907.

## Historie
Obec Hazlov se nacházela na hranicích území vlivu katolické a evangelické církve. Ašsko bylo vždy z větší části evangelické, Zedtwitzové ho dokázali na Ašsku udržet s menšími mezerami téměř 500 let.
Základní kámen kostela byl položen 5. května 1907. Stavba probíhala velice rychle a kostel byl dostavěn ještě před koncem téhož roku. Stavba byla financována převážně ze sbírek místních obyvatel. Podle informací z kronik a vyprávění pamětníků se zde konala poslední bohoslužba v roce 1955. Poté byl kostel opuštěn, a začal chátrat. Později začal být používán jako sklad materiálu závodu Eska Cheb, který vyráběl jízdní kola. Poté, co přestal sloužit jako sklad, začal chátrat až do dnešní podoby.
V 21. století byl založen místními občany Spolek přátel evangelického kostela, který se snažil kostel zachránit. Kostel odkoupil podnikatel z Hazlova, a v roce 2009 provedl základní rekonstrukci interiérů a opravu střechy. Okolí kostela bylo též zbaveno neudržovaného křoví a stromoví.
Na první adventní neděli, 29. listopadu 2009 byl kostel po více než 50 letech poprvé otevřen veřejnosti. Následující adventní neděle byl v kostele uváděn program, jenž má vnést do kostela opět život. V roce 2010 je v plánu nákladná rekonstrukce fasády a revitalizace okolí kostela. Majitel a přátelé kostela mají v plánu zde založit park. Kostelík má poté sloužit výhradně kulturním účelům; koncertům, výstavám a podobně.

## Galerie

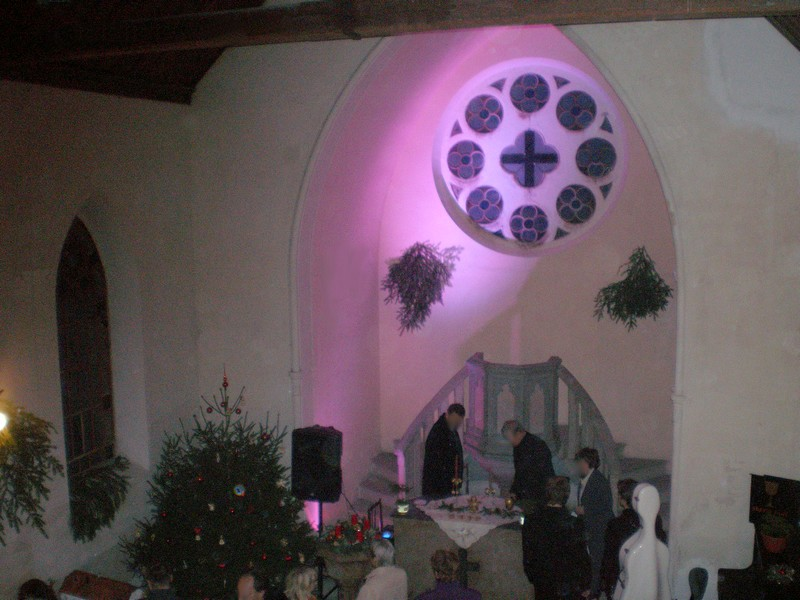
Interiér kostela během adventu.
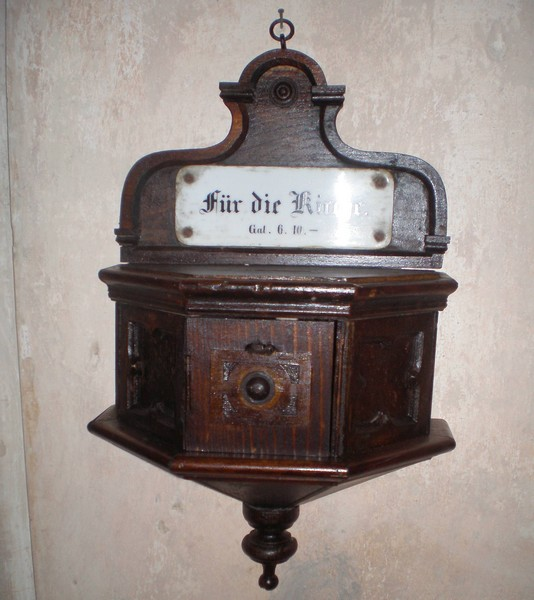
Původní kasička na příspěvky.
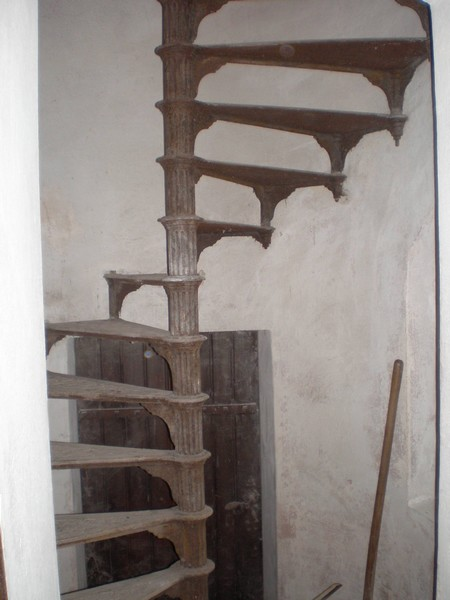
Věžní schody.